# ヒメウコギ
ヒメウコギ（姫五加・姫五加木、学名: Eleutherococcus sieboldianus）は、ウコギ科ウコギ属の落葉低木。別名、ウコギ、オコギ、ムコギともよばれる。山野に生え、若葉は山菜、根は薬用に使われる。

## 特徴
落葉広葉樹の低木。中国原産で、日本各地にも分布する。日本へは古い時代に中国から薬用として渡来し、救荒植物として民家の垣根や庭などに植えられていたが、近年は庭木としてあまり植えられておらず、やぶ、荒れ地、山麓などに野生化したものが見られる。
落葉広葉樹の低木で、樹高は3メートルほどになる。枝は灰白色で、細かく分枝して太い刺がまばらに生えている。葉は掌状複葉で小葉が5枚あり、長い柄がついている。
花期は初夏（5 - 6月ごろ）。雌雄異株。短枝の葉の間から短い花柄を出して、緑白色の小さな球状の花序を付ける。
- 樹形
- 樹皮
- 若葉
- 葉
- 花
- 果実

## 利用
春の新芽と若葉は山菜になり、摘んで食用する。採取時期は関東地方以西や暖地が3 - 4月、東北地方や寒冷地では4 - 5月とされ、葉がまだ開かず束になって立っているころの若芽を摘む。葉が開いてくるにつれ、臭いが強くなるとともに、食味もかなり落ちてくる。若芽は塩茹でにして水を替えながらさらして苦味を調整し、おひたし、和え物、煮びたし、卵とじにする。生のまま天ぷらや汁の実にもできる。塩茹でして若葉を細かく刻んで、炊き上がった直後の飯に混ぜた混ぜご飯（ウコギ飯）は、独特の香りがある。
根皮は薬用になる。春早くに根を掘り上げて、水洗いして根皮を剥ぎ、天日干しにしたものは五加皮（ごかひ）とよばれる生薬になる。関節痛、腰痛、強精、むくみに効用があるといわれ、1日量5グラムの五加皮を水600 ccで煎じて、3回に分けて服用する方法が知られる。腰を温める薬草で、冷えて重苦しい関節痛や腰痛、冷え症の人の足のむくみやインポテンツの人によいと言われている。

## 近縁種
本州各地の丘陵や山地の二次林などには、日本原産のヤマウコギ（別名：ウコギ）が自生する。ヒメウコギ同様に食用にできる。